# Mühlgraben (Main)
Der Mühlgraben ist ein knapp zwei Kilometer langer rechter und nördlicher Zufluss des Mains in Unterfranken.

## Geographie

### Verlauf
Der Mühlgraben entspringt im Haßfurter Maintal auf einer Höhe von etwa 288 m ü. NN in der Flur Buchenleithen knapp einen Kilometer nordöstlich der Gemeinde Gädheim. Seine Quelle liegt in einer landwirtschaftlich genutzten Zone nördlich des Eichelberges direkt westlich der Gemeindegrenze zwischen Schonungen und Gädheim.
Er fließt zunächst stark begradigt etwa 200 m parallel zu einer Landstraße südwestwärts durch eine landwirtschaftlich genutzte Zone, knickt dann fast rechtwinklig nach Nordnordwest ab, kreuzt die Landstraße und läuft dann ungefähr 300 m in südwestlicher Richtung weiterhin begleitet von der Landstraße. Er fließt nun durch dichtes Gehölz nach Südsüdwesten und wird in der Flur Denis Aecke auf seiner linken Seite von einem gut hundert Meter langen Graben gespeist. Der Mühlgraben bewegt sich nun  circa 300 m in Richtung Südwesten durch die Flur Grabenäcker, erreicht dann die nördlichen Ausläufer von Gädheim und wird dort auf seiner rechten Seite von einem zweiten Graben gestärkt. Der Mühlgraben verläuft nun südwestwärts, verschwindet dann am Ortsrand von Gädheim nördlich des örtlichen Kindergartens in den Untergrund und passiert unterirdisch verrohrt die Ortschaft.
Er taucht jenseits der Gemeindegrenze, welche zugleich die Kreisgrenze zwischen dem Landkreis Haßberge und dem Landkreis Schweinfurt ist, auf dem Gebiet der Gemeinde Grettstadt wieder an die Oberfläche auf und mündet schließlich südlich von Gädheim bei ungefähr Mainkilometer 342,5 auf einer Höhe von 209 m ü. NN von rechts und Norden in den Main.